# Satisfação profissional

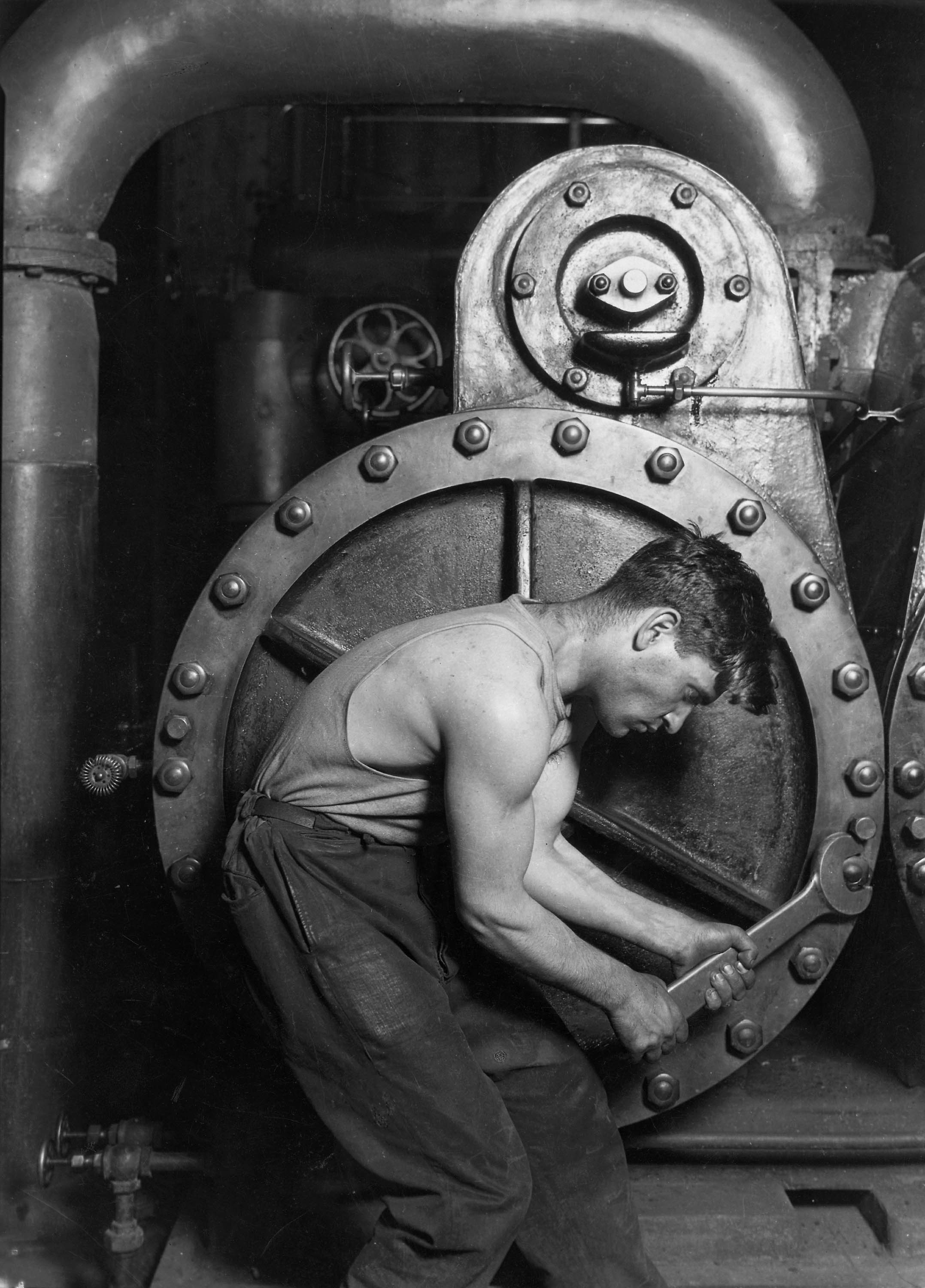
Trabalhos insalubres ou muito cansativos podem gerar insatisfação.

No contexto da psicologia do trabalho a satisfação no trabalho é a atitude geral da pessoa face ao seu trabalho e depende de vários fatores psicossociais. Existem ainda outras conceituações que referem-se a satisfação no trabalho como sinônimo de motivação ou como estado emocional positivo. Alguns consideram satisfação e insatisfação como fenômenos distintos, opostos.
Influências na satisfação incluem ambiente, higiene, segurança no trabalho, o estilo de gestão e da cultura, o envolvimento dos trabalhadores, capacitação e trabalho autónomo de grupos, entre muitos outros.

## Outras definições
Satisfação profissional foi definida como um estado emocional prazeroso resultantes da apreciação de um seu trabalho; afetiva reação a um emprego; e uma atitude em relação a um emprego.

## História
Um dos maiores prelúdios para o estudo de satisfação profissional foi a Experiência de Hawthorne. Estes estudos (1924-1933), creditado principalmente a Elton Mayo da Harvard Business School, procurou encontrar os efeitos de diferentes condições (sobretudo iluminação) sobre a produtividade dos trabalhadores. Estes estudos mostraram que, em última instância, novas mudanças no trabalho condições temporariamente aumento da produtividade (o chamado Hawthorne Effect). Foi encontrado mais tarde que este aumento resultou, não de as novas condições, mas a partir do conhecimento do ser observado. Este achado forneceu fortes evidências de que as pessoas trabalham para outros fins que não pagam, que preparou o caminho para os pesquisadores a investigar outros fatores de satisfação profissional.
O Taylorismo também teve um impacto significativo sobre o estudo de satisfação profissional. O livro de Frederick Winslow Taylor, Princípios de gestão científica, argumentou que não havia uma única melhor maneira de executar qualquer trabalho-tarefa. Este livro contribuiu para uma mudança na produção industrial filosofias, causando uma mudança de trabalhadores qualificados e peças para a mais moderna abordagem de linha de montagem e hora-salário. A utilização inicial de gestão científica de indústrias fortemente o aumento da produtividade, porque os trabalhadores eram obrigados a trabalhar em um ritmo mais rápido. No entanto, os trabalhadores ficaram exaustos e insatisfeitos, deixando assim com novos investigadores para responder a perguntas relativas a satisfação profissional.

## Medidas de satisfação
A maioria dos executivos procura entender os efeitos e as relações da satisfação no trabalho sobre o desempenho de seus funcionários. Para analisar tal situação vários pesquisadores desenvolveram estudos que visam entender o impacto da satisfação no trabalho sobre a produtividade, o absenteísmo e a rotatividade dos funcionários.
Satisfação profissional é um atributo muito importante, que é frequentemente medido pelas organizações. A forma mais comum de medida é o uso da classificação tabelas onde os empregados relatório suas reações ao seu emprego. As perguntas dizem respeito à taxa de remuneração, responsabilidades profissionais, a variedade de tarefas, de promoção de oportunidades de trabalho própria e co-trabalhadores. Algumas perguntas perguntar sim ou não, enquanto outras perguntas perguntar sobre a taxa de satisfação 1-5 escala (onde 1 representa "Nada satisfeito" e 5 representa "extremamente satisfeito").
O Short Index of Job Satisfaction (SIJS) é uma medida curta e gratuita que fornece scores gerais sobre as perceções de satisfação no trabalho. Esta medida derivou do Index of Job Satisfaction (IJS) que originalmente tinha 18 itens. O SIJS apresentou boas evidências de validade com base na estrutura interna (i.e., dimensionalidade, fiabilidade dos scores e invariância da medida entre sexos e países; por exemplo permitindo a comparação direta de scores entre sexos e entre países como o Brasil e Portugal) e com base na relação com outras variáveis (e.g., amostras dos EUA, amostras do Brasil e de Portugal).

## A influência da satisfação no trabalho sobre o desempenho
A maioria dos executivos procura entender os efeitos e as relações da satisfação no trabalho sobre o desempenho de seus funcionários. Para analisar tal situação vários pesquisadores desenvolveram estudos que visam entender o impacto da satisfação no trabalho sobre a produtividade, o absenteísmo e a rotatividade dos funcionários

### Satisfação e Produtividade
Uma das pesquisas realizadas sobre essa relação, concluiu que no âmbito individual, os funcionários mais satisfeitos nem sempre são os mais produtivos. Porém quando se avaliou as organizações como um todo foi constatado que as organizações onde os funcionários estão mais satisfeitos costumam apresentar uma maior eficácia em relação às organizações com funcionários menos satisfeitos.

### Satisfação e Absenteísmo
Os estudos em questão (ausência do funcionário no ambiente de trabalho) mostram a existência de uma relação inversa entre essas duas variáveis, ou seja, quanto maior a satisfação do funcionário, menor será o absenteísmo.

### Satisfação e Rotatividade
Existem vários fatores como condições de mercado, expectativas quanto a oportunidades no emprego que buscam esclarecer a questão da rotatividade nas organizações, porém a satisfação no trabalho é um dos mais estudados. A literatura traz como principal fato gerador da rotatividade, a insatisfação do funcionário com a atividade que exerce.

## Satisfação com o trabalho e a cidadania organizacional
A satisfação com o trabalho pode influenciar de maneira significativa no comportamento dentro da organização. Quando há a satisfação no ambiente de trabalho, existe uma maior probabilidade de boas relações entre os funcionários, e melhoras no desempenho dos mesmos. No entanto, pesquisas ressaltam  que isso acontece quando os funcionários veem justiça nos procedimentos da organização, ou seja, a cidadania organizacional é influenciada pela satisfação.

## Satisfação com o trabalho e a satisfação dos clientes
Pesquisas comprovam que a satisfação dos clientes é diretamente influenciada pelo nível de satisfação dos funcionários, principalmente em empresas prestadoras de serviços que o contato entre funcionário e cliente é maior. Nesse sentido, funcionários satisfeitos tendem a ter uma melhor abordagem ao cliente, e como resultado disso há uma maior probabilidade de o cliente se sentir satisfeito e consequentemente tornar-se leal àquele estabelecimento.
No entanto, há também outra situação, em que os clientes insatisfeitos podem influenciar de maneira negativa na satisfação dos funcionários, ou seja, o tratamento que os funcionários recebem desses clientes afeta a satisfação no trabalho. Assim, vê-se a importância das organizações  investirem na satisfação dos clientes, concomitante com a satisfação de seus funcionários.
O melhor modo de saber sobre a satisfação de clientes é fazendo uma pesquisa de satisfação diretamente com eles. Hoje em dia existem diversos recursos para executar uma pesquisa com clientes, como diretamente no local da compra, pela internet ou por correio.